# そろばん (小惑星)
そろばん (55477 Soroban) は小惑星帯に位置する小惑星。徳島県のアマチュア天文家、前野拓が宍喰町で発見した。
そろばん塾を開いていた発見者の友人からの求めによって命名された。